# Асессор
Асе́ссор (лат. assessor — «заседатель») — в Древнем Риме и средневековой Европе должностное лицо, облечённое судебной властью. В Российской империи — должность, соответствующая 8 классу в Табели о рангах (коллежский асессор), должность в центральных госучреждениях XVIII века, при губернских правлениях XIX— начала XX веков.
В современном мире асессоры — это аттестаторы, которые участвуют в процессе независимой оценки соответствия: аттестации персонала, рабочих мест, процессов, систем менеджмента качества и других видах аттестации и оценки соответствия. В Европе и США «assessor» также называются российские «оценщики» — эксперты по независимой оценке стоимости имущества.

## Информационный поиск и SEO
Термин «асессор» используется также в SEO-сегменте.
Асессор (англ. Assessor) — человек, который просматривает страницу и определяет её релевантность (то есть «оценивает» страницу). Выдача строится не только по тому, что проанализируют роботы, но также исходит из того, как оценят страницу асессоры.
Асессор не обязательно является экспертом в определенной области, что особенно верно для узкоспециализированных областей. Оценка асессора влияет на выдачу, поэтому сотрудники SEO часто удивляются, когда их сайт более релевантный по запросу, а стоит ниже, так как асессор считает иначе.
Основной задачей асессора является оценка релевантности сайта поисковому запросу. А именно:
- проверка ресурса на полное соответствие запроса пользователя;
- оценка дизайна и удобства использования сайта;
- удаление из поисковой выдачи вредоносных ресурсов;
- проверка достоверности информации и т. д.

Все факторы, на которые опирается асессор, описать невозможно, так как оценка выдачи поисковых систем индивидуальна и каждый раз совершенствуется.
Асессор — последнее средство борьбы поисковой системы с методами серой и чёрной оптимизации. Если вебмастер или SEO-специалист нашли способ обмануть алгоритм и продвинуть сайт в ТОП по какому-то запросу с помощью «плохого» метода, обмануть обычного пользователя, в роли которого выступает асессор, у них вряд ли получится.

## Оценка систем качества
Асессор — это также оценщик систем качества организаций и предприятий по инспектированию и сертифицированию различного вида оборудования, установок, продуктов производства, изделий и т. д. Он проверяет соответствие требованиям отраслевых стандартов (прежде всего ISO), международных и региональных правил, директив и регул и т. д.